# Aminatou Haidar
Aminatou Haidar (àrab: أميناتو حيدر, Amīnātū Ḥaydar) (Akka, 24 de juliol de 1966 o 1967), també anomenada Aminetou, Aminatu o Aminetu, és una defensora dels drets humans i activista política sahrauí. Va ser empresonada del 1987 al 1991 i del 2005 al 2006 per càrrecs relacionats amb la seva defensa de la independència. El 2009, va atreure l'atenció internacional quan va fer una vaga de fam a l'aeroport de Lanzarote després que se li negués la reentrada al Sàhara Occidental marroquí.
És ciutadana del Marroc però viu a Al-Aaiun, al Sàhara Occidental; és mare de dos nens i divorciada del seu exmarit. Acadèmicament té un batxillerat de Literatura moderna.

## Presó (2005)
El 17 de juny de 2005 fou ingressada al centre penitenciari conegut com la "Presó Negra" d'Al-Aaiun, després de ser arrestada en un hospital on estava rebent cures pels danys infligits per la policia durant una manifestació independentista. Segons els informes, fou torturada durant els interrogatoris. Amnistia Internacional ha expressat gran preocupació sobre la situació dels presos sahrauís al Sàhara Occidental controlat pel Marroc, i especial interès en el cas d'Aminatou Haidar, expressant desconfiança en el respecte al dret en un judici just, i manifestant que es podria tractar d'un cas de presonera de consciència (informe).

## Judici i sentència
El 14 de desembre de 2005, fou condemnada a set mesos de presó per un jutjat marroquí a Al-Aaiun. Amnistia Internacional, que havia enviat un observador per cobrir el judici, immediatament publicà grans crítiques contra el govern marroquí, reafirmant la seva postura que es tractava d'una presonera de consciència.
Cent setanta-vuit membres del Parlament Europeu signaren una campanya internacional per l'alliberament de Haidar. En la mateixa línia, el parlament redactà l'octubre de 2005 una resolució per demanar l'alliberament de l'activista política.

## Alliberament (2006)

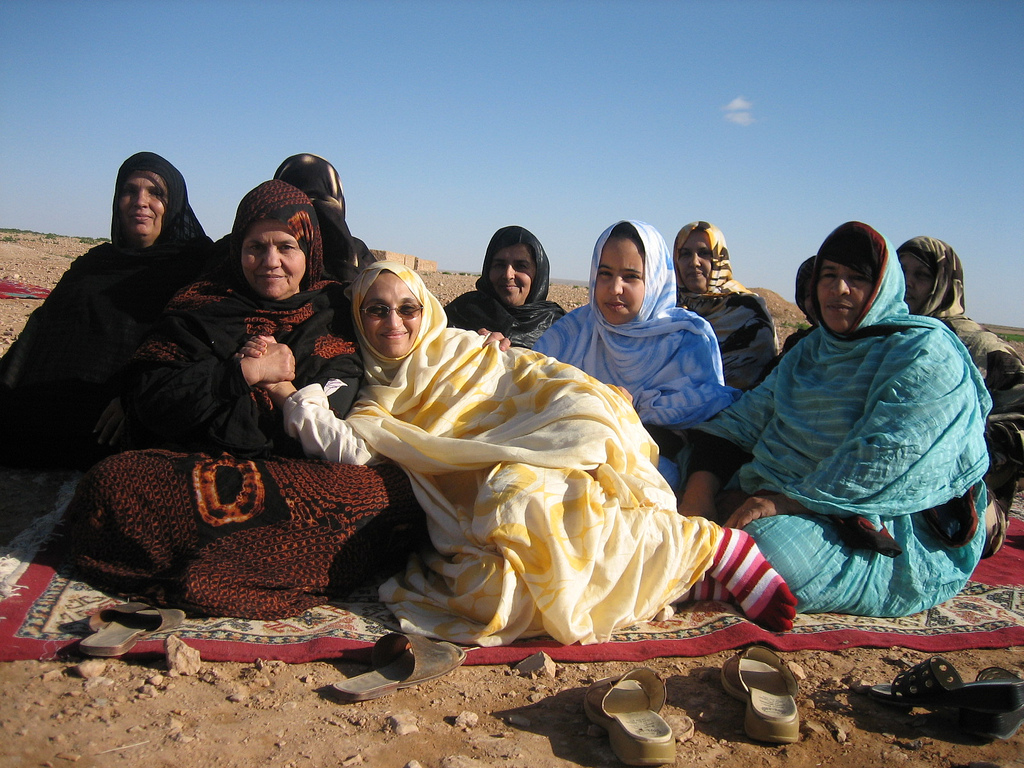
Aminatou Haidar a Tindouf

El 17 de gener de 2006 fou alliberada de presó després de set mesos de condemna, ja que havia finalitzat el termini de reclusió estipulat a la pena. El paper simbòlic que va jugar Haidar, va animar molts sahrauís a sortir al carrer per manifestar-se en favor del seu alliberament. Poc després de sortir de presó afirmà: l'alegria és incompleta sense l'alliberament de tots els presos polítics sahrauís, i sense l'alliberament de tothom, el territori de la pàtria continuarà estant sota ocupació dels opressors. La gran dimensió mediàtica i el suport donat per associacions i polítics de països occidentals va permetre l'expatriació de Haidar, per a fer d'ambaixadora itinerant de la RASD amb contacte oficial amb governs i associacions.
L'agost de 2006 les autoritats marroquines li van negar el passaport i el dret d'expatriació als seus nens, Hayat i Mohamed Kassim, com una forma de pressió pel seu treball com a ambaixadora itinerant.
El 15 de novembre de 2006 va tornar a Al-Aaiun per acabar-hi el seu primer acte de desobediència civil. Les autoritats aeroportuàries li van demanar que baixés a la ciutat marroquina resant per haver-se quedat a bord amb els estrangers. Haidar es quedà sola a bord dient que preferia ser ciutadana sahrauí que ser forçada a la possessió temporal del passaport marroquí. Coincidint amb l'esdeveniment, la detenció d'alguns observadors internacionals, com ara el magistrat italià Nicola Quatrano que estava en una missió per supervisar l'evolució del conflicte, només fou publicada després de l'aterratge de Haidar.

## Arrest (2009)
El 13 de novembre de 2009, Haidar fou arrestada en el seu retorn a Al-Aaiun, capital del Sàhara Occidental, després d'un viatge als EUA per a rebre un premi en favor dels drets humans. L'endemà, l'activista fou redirigida a l'aeroport de Lanzarote (Canàries), on inicià una vaga de fam en protesta al bloqueig a la seva entrada al país sahrauí. El Front Polisario titllà l'actitud del govern espanyol com a col·laboracionista amb les pretensions marroquines.
El 28 de novembre, la diplomàcia espanyola, encapçalada pel ministre d'afers exteriors Miguel Ángel Moratinos, intentà desbloquejar la situació oferint-li la nacionalitat espanyola com a mesura excepcional condicionada a raons humanitàries. Durant les negociacions, Haidar rebutjà altres solucions ofertes com l'estatus de refugiada o un nou passaport marroquí. Poc després i a través de la seva representant legal, Inés Miranda, comunicà el rebuig a l'oferta, ja que la seva acceptació suposaria convertir-se en estrangera en la seva pròpia casa.

### Mostres de suport
Durant la vaga, molts personatges públics de renom s'acostaren a mostrar de diferents formes el seu suport a l'activista sahrauí. Va rebre la visita presencial del polític espanyol Cayo Lara, de la política austríaca Karen Shelley, del grup musical Macaco, del director de cinema Javier Fesser, o dels actors Fernando Tejero, Lola Dueñas o Willy Toledo que dormí una nit amb ella al terra de les instal·lacions aeroportuàries. En la mateixa línia, l'actor Javier Bardem publicà una carta oberta al diari El Mundo en què expressava el seu suport i respecte a la lluitadora dels Drets Humans i representant del patiment del poble sahrauí. Aquesta carta criticava durament el govern espanyol per la seva ceguesa a les injustícies que passen al Sàhara Occidental.
Eduardo Galeano també mostrà la seva solidaritat agraint-li la seva valentia. Finalitzà la seva intervenció recordant que persones com tu ens ajuden a confirmar que la lluita per un altre món, l'altre món possible que aquest món porta en el ventre, no és, no serà mai, una passió inútil. Moltes gràcies, companya. T'estimem molt, i jo sóc un d'aquests molts. Per altra banda, l'escriptor portuguès José Saramago que resideix a Lanzarote, li dedicà un manifest a Haidar en què expressava el seu suport a la causa sahrauí.
Després de la seva expulsió d'Al-Aaiun, la notícia generà rebombori en els mitjans de comunicació europeus, especialment en els de l'Estat espanyol. Inclús es van arribar a crear grups de persones exigint el seu alliberament a Facebook, com ara "Free Aminatou Haidar", "Solidaridad canaria con Haidar" o "Ayuda a Aminatu Haidar".

## Premis i nominacions
El maig de 2006 recollí el 5è Premi Juan María Bandrés a la Defensa del Dret d'Asil i la Solidaritat amb els Refugiats en reconeixement de la seva lluita pacífica en favor del drets del poble sahrauí, atorgat per la Comissió Espanyola d'Ajuda al Refugiat (CEAR) i la Fundació CEAR. El mateix any, va rebre el Premi Italia Marenostrum en la secció de Solidaritat. Dins dels seus guardons cal recalcar que és ciutadana d'honor de Nàpols.
Un any després, el 2007, va rebre el Premi Solidar Silver Rose. L'any 2008 guanyà el Premi dels Drets Humans Robert F. Kennedy. Juntament al premi (donació econòmica), el RFK Memorial Center s'oferí a participar en els seus treballs amb l'aportació de col·laboradors.
Un dels darrers premis que ha acumulat ha estat el Premi al Coratge Civil, atorgat l'any 2009 per la central de treballadors SAC de Suècia per a retre homenatge a la memòria de l'activista sindical Björn Söderberg.
El febrer de 2008, l'American Friends Service Committee anuncià la nominació de Haidar al Premi Nobel de la Pau de 2008. També ha estat nominada al Premi Sàkharov per la Llibertat de Consciència pel Parlament Europeu, i al Premi Fons Ginetta Sagan a proposta d'Amnistia Internacional.